# Ярешківська сільська рада (Вчорайшенський район)
Ярешківська сільська рада — колишня адміністративно-територіальна одиниця та орган місцевого самоврядування у Вчорайшенському (Бровківському) і Ружинському районах Бердичівської округи, Київської та Житомирської областей Української РСР з адміністративним центром у селі Ярешки.

## Населені пункти
Сільській раді на час ліквідації були підпорядковані населені пункти:
- с. Ярешки.

## Населення
Відповідно до перепису населення СРСР, станом на 17 грудня 1926 року, чисельність населення ради становила 1 590 осіб, з них, за статтю: чоловіків — 763, жінок — 827, етнічний склад: українців — 1 578, росіян — 3, євреїв — 9. Кількість господарств — 376, з них несільського типу — 13.

## Історія та адміністративний устрій
Створена 1923 року в с. Ярешки Бровківської волості Сквирського повіту Київської губернії. 7 березня 1923 року включена до складу новоутвореного Бровківського (згодом — Вчорайшенський) району Бердичівської округи. Станом на 15 червня 1926 року в підпорядкуванні значилася лісова сторожка Запуст Рильського. 5 лютого 1931 року, внаслідок ліквідації Вчорайшенського району, сільська рада увійшла до складу Ружинського району Української СРР. 17 лютого 1935 року, відповідно до постанови Президії ВУЦВК «Про склад нових адміністративних районів Київської області», сільську раду включено до складу відновленого Вчорайшенського району Київської області.
Станом на 1 вересня 1946 року сільська рада входила до складу Вчорайшенського району Житомирської області, на обліку в раді перебувало с. Ярешки.
Ліквідована 11 серпня 1954 року, відповідно до указу Президії Верховної ради Української РСР «Про укрупнення сільських рад по Житомирській області», територію ради та с. Ярешки приєднано до складу Бровківської Першої сільської ради Вчорайшенського району Житомирської області.